# Bataille de l'Aisne (1918)
 (juin 2012).
Si vous disposez d'ouvrages ou d'articles de référence ou si vous connaissez des sites web de qualité traitant du thème abordé ici, merci de compléter l'article en donnant les références utiles à sa vérifiabilité et en les liant à la section « Notes et références ».
Pour les articles homonymes, voir Bataille de l'Aisne.
Première Guerre mondiale
Batailles
Offensive du printemps :
- Opération Michael
- Lys (1918)
- Aisne (1918)
- Bois Belleau
- Montdidier
- Noyon
- Hamel
- Marne (1918)

La 3e bataille de l'Aisne, également appelée opération Blücher-Yorck, se déroula du 27 mai au 17 juillet 1918 durant la Première Guerre mondiale dans le département de l'Aisne. Sur le front occidental en 1918, le général Erich Ludendorff, chef d'état-major général adjoint allemand, lança sa troisième offensive : une attaque de diversion contre les Français qui tenaient le secteur du Chemin des Dames, sur l'Aisne. L'objectif de Ludendorff était d'empêcher les Français d'envoyer des renforts aux Britanniques qui se trouvaient dans le nord de la France, où il prévoyait une offensive sur Calais.

## 27 mai - Rupture du Chemin des Dames
L'offensive est dirigée par la VIIe armée du général Max von Boehn et la Ire armée du général Bruno von Mudra, totalisant quarante-quatre divisions. L'objectif de leur offensive, du nom de code Blücher et Yorck, est de frapper entre Anizy et Reims la 6e armée française du général Duchêne qui regroupe huit divisions dont trois britanniques.
Le secret avait été bien gardé ; il n'est éventé que quelques heures avant l'attaque par deux prisonniers. Ces prisonniers capturés par des patrouilles françaises des 22e et 61e divisions d'infanterie indiquent qu'une attaque, violente, est prévue pour le 27 mai au matin. Cette attaque confiée au Kronprinz, en personne, comprend 28 divisions d'assaut assistées de 925 batteries dont une grande partie de pièces lourdes.
Les services de renseignement français jugeant ces informations crédibles, le QG de la 6e armée met l'ensemble de ses troupes en alerte.
Le général Duchêne réclame et obtient trois divisions de renfort. Par contre, les prescriptions de Pétain relativement à l'abandon méthodique des premières lignes et la constitution en arrière d'une forte ligne de résistance ne sont pas appliquées.
Le jour et l'heure étant connus, l'artillerie française déclenche, à partir de minuit, un tir de barrage dans les premières lignes allemandes, où se réunissent les troupes qui vont attaquer, afin de contrarier et causer des pertes chez l'ennemi.
L'assaut allemand débute par un tir de barrage de 4 600 pièces d'artillerie, se déchaîne avec des obus explosifs et à gaz si bien qu'à l'aube l'artillerie française est démontée. Ce marmitage est suivi d'une attaque de sept divisions sur un front de 15 km. Après avoir traversé, vers 4 h du matin l'Ailette, les Allemands déferlent sur le plateau du Chemin des Dames, dont ils s'emparent immédiatement, et avancent sur l'Aisne, prenant plusieurs ponts intacts. Les colonnes allemandes, accompagnées de lance-flammes et de cinq tanks britanniques récupérés après la bataille de Cambrai de 1917, progressent rapidement et irrésistiblement en ligne et dans les boyaux, partout les troupes françaises sont débordées. À 5 h 30 ils sont à la Royère, 1 heure plus tard au Panthéon, à 7 h 30 les sturmtruppen sont à la ferme et à la creute de la Malmaison, à 8 h 30 ils sont à Maizy, sur l'Aisne.
 À 11 h 50, l'ordre de faire sauter les ponts sur l'Aisne parvient aux unités françaises, alors qu'en plusieurs endroits ils sont déjà aux mains des Allemands.
En fin de journée, les Allemands ont avancé d'une quinzaine de kilomètres. L'Aisne est franchie ainsi que la Vesle dans la nuit.
Bien que l'offensive ait un objectif limité, ses premiers succès persuadent le haut commandement allemand d'abandonner l'offensive sur Calais et de poursuivre vers Paris, qui n'est qu'à 130 km. Cependant, le commandant du corps expéditionnaire américain, le général John Pershing, a envoyé des renforts aux Français : la 2e division du général Omar Bundy et la 3e division du général J. T. Dickman. Elles passent à l'action le 30, quand les Allemands menacent la Marne.

## 28 mai
Les troupes américaines lancent leur première attaque dans la guerre le deuxième jour de l'offensive allemande le long de l'Aisne. Cependant les combats sont principalement centrés sur le village de Cantigny à l'ouest de Montdidier. Des éléments de la 1re division américaine du général Robert Lee Bullard attaquent la XVIIIe armée allemande sous les ordres du général Oskar von Hutier. Les troupes du général Bullard s'emparèrent de Cantigny ; elles font alors 225 prisonniersle 28 mai et arrêtent une série de contre-attaques les jours suivants. Les pertes américaines s’élevent à 199 tués et 867 blessés et gazés. Dans la soirée, les Allemands entrent dans Soissons.

## 29 mai
Pour éviter que la poche s'élargisse sur ses deux extrémités septentrionales, Foch envoie la 10e armée de Maistre dans la région de Villers-Cotterêts et engage la 5e armée (Micheler) sur le front Prunay, Arcis-le-Ponsart occupant solidement la montagne de Reims : fort de la Pompelle, Reims, Vrigny, Verneuil, Tréloup. Les américains quittent la Picardie pour la Marne.

Après 16 heures de lutte, la seule division française qui défendait Fère-en-Tardenois l'abandonne aux Allemands. En trois jours, ceux-ci ont fait 35 000 prisonniers.
La division marocaine et le Régiment de marche de la Légion étrangère sont acheminés par camions à l'ouest de Soissons qui vient de tomber aux mains de l'ennemi. Il s'agit de bloquer son avance vers Villers-Cotterêts en prenant position sur la Montagne de Paris. L'attaque se déclenche au petit matin après un bref mais violent barrage d'artillerie. Nettement supérieurs en nombre, les Allemands réussissent à prendre pied dans les positions de la Légion. Obligés d'économiser leurs munitions, les légionnaires perdent 47 tués, 219 blessés et 70 disparus en deux jours de combat. Néanmoins, le Régiment de marche de la Légion étrangère réussit à maintenir ses positions et à bloquer l'avance allemande dans son secteur.

## 30 mai
Contenue devant Château-Thierry, l'avant-garde de von Boehn atteint la Marne à Jaulgonne : ne pouvant franchir la rivière, dont les Américains interdisent le passage, l'armée von Boehn va la border de Château-Thierry à Verneuil où les attaques allemandes se multiplient. 
Les troupes françaises font alors sauter le pont de Verneuil puis celui de Dormans.

## 1erjuin
L'attaque de Reims est repoussée par Micheler.

## 2-4 juin
Le 2 juin, l'artillerie allemande entre en action sur Vandières et Châtillon-sur-Marne pendant qu'un canon de 130 bombarde Épernay.
La 3e division américaine du général J.T. Dickman lance une attaque contre les forces allemandes qui menacent Château-Thierry. La division réussit à empêcher les sturmtruppen qui participent aux opérations Blücher et Yorck de traverser la Marne. Elle contre-attaque ensuite avec l'aide des Français, ce qui force les Allemands à se replier à Jaulgonne, sur la Marne.

## 4 juin
Le général Erich Ludendorff met un terme à sa double offensive, Blücher et Yorck, commencée le 27 mai. Bien que ses unités d'assaut aient opéré une percée d'un maximum de 32 km sur une distance de 50 km, elles sont en perte de vitesse. Il doit également faire face à des contre-attaques françaises et américaines de plus en plus puissantes.
Les pertes allemandes s'élèvent à 125 000 hommes, et celles du camp adverse sont du même ordre. Cependant, Ludendorff prévoit déjà sa quatrième offensive sur le front occidental en 1918.

## 6 juin
Dans le cadre des contre-offensives contre les forces allemandes qui tiennent leurs territoires récemment conquis le long de la Marne, la 2e division américaine sous les ordres du général Omar Bundy attaque le bois Belleau, situé légèrement à l'ouest de la ville de Château-Thierry.
La brigade des Marines et la 3e brigade d'infanterie dirigent l'attaque. Elles comprennent plusieurs troupes. Celles de Bundy affrontent quatre divisions allemandes, elles libèrent le bois après trois semaines de combat malgré leur infériorité numérique. Il y a 1 800 morts et 7 000 blessés.

## 9-13 juin (bataille du Matz)
Sous l'ordre du général Erich Ludendorff, chef d'état major général adjoint, la XVIIIe armée du général Oskar von Hutier lance la quatrième série d'offensives. Ludendorff prévoit de réunir les deux saillants pris lors des précédentes attaques dans le secteur d'Amiens, de l'Aisne et de la Marne. Hutier doit attaquer à l'ouest le long de la rivière Matz, un affluent de l'Oise, dans la direction de Noyon et de Montdidier. Cependant le commandant de la IIIe armée française, le général Humbert, averti par des déserteurs allemands a organisé sa défense en conséquence. Et sur son ordre, son artillerie bombarde sévèrement les troupes d'assaut ennemies peu avant leur offensive.
Cependant, le barrage ne permet pas d'empêcher les troupes allemandes d'avancer de 8 km le premier jour de leur attaque, connu sous le nom de code opération Gneisenau. Le 9, Hutier prend Ressons, le 10, Ribécourt, et les troupes françaises doivent se replier derrière l'Oise et le Matz ; mais la gauche tient bon, et les Allemands ne peuvent prendre Courcelles.
Le 11, à partir de Méry, le général français Charles Mangin organise une contre-attaque de trois divisions françaises et deux divisions américaines. Elles attaquent la XVIIIe armée le 12, déciment trois divisions allemandes, obligent deux autres de réserve à s'engager, capturent 1 000 prisonniers et 16 canons et forcent Ludendorff à mettre fin à l'opération le lendemain.

### Combat de Cœuvres
Pour relier les troupes allemandes d'Oskar von Hutier et celles de la VIIe armée du général Max von Boehn, Ludendorff lance celui-ci à l'attaque, en direction de Pierrefonds, entre les deux forêts de Villers-Cotterets et de Compiègne.
Après une violente préparation d'artillerie, von Boehn attaque dans la région de Saint-Pierre-Aigle et sur le plateau des Trois-Peupliers. De forts détachements réussissent à s'infiltrer dans les bois par Vertes Feuilles. Il y avait là une division d'élite, la 2e division de cavalerie à pied du général Hennocque. Les 5e, 8e et 12e cuirassiers résistent héroïquement, et ce n'est qu'après un terrible corps à corps, et au prix des plus lourds sacrifices, que les Allemands réussissent à progresser jusqu'au Ru de Retz
Le 12 juin, les forces allemandes ne peuvent avancer du côté d'Ambleny, mais parviennent au ravin, à l'est de Laversine, pénètrent dans Cœuvres, Valsery et Saint-Pierre-Aigle et rejettent les troupes françaises vers Montgobert. Le 13, après de terribles combats, au cours desquels elles n'avancent que pied à pied, elles réussissent à emporter Laversine, mais ne peuvent déboucher de Cœuvres ni progresser à l'ouest de la Ferme Vertes Feuilles. Violemment bombardées et attaquées par les chars d'assaut, elles subissent de grosses pertes ; la 11e division bavaroise est fort éprouvée par les obus toxiques dans la région de Cœuvres ; deux compagnies notamment, en soutien à Cutry, sont presque entièrement intoxiquées.
Le 14, les Allemands, essoufflés et décimés, sont contenus partout. Dès le 15, les contre-attaques françaises les rejettent de Cœuvres et de Valsery ; un bataillon du 9e zouaves capture 130 prisonniers et 7 mitrailleuses dans Cœuvres. Le 17, la progression continue à l'est d'Ambleny, au sud de Valsery et de Montgobert. Le 28 juin, une attaque sur 7 kilomètres, du sud d'Ambleny à l'est de Montgobert permet de regagner près de 2 kilomètres en profondeur. Les villages fortifiés de Fosse-en-Haut, Laversine, les hauteurs nord-ouest de Cutry et les croupes sud de Saint-Pierre-Aigle sont enlevées et près de 1 100 prisonniers capturés. Le lendemain, à deux reprises, les Allemands tentent de reprendre les positions perdues, mais se font durement repousser. Les troupes françaises les harcèlent sans cesse. À la fin de juin, dans la région de Saint-Pierre-Aigle ; la 14e division allemande, très éprouvée, doit être relevée par la 42e division, venue du front de Lens. Le 28 juin au matin, deux bataillons du 1er régiment de tirailleurs marocains de la 153e division d'infanterie et des chars d'assaut soutenus par l'artillerie de la division du Maroc, emportent le plateau de Cutry et s'emparent de 7 officiers, 32 sous-officiers, 164 hommes, 25 mitrailleuses, 5 minen et un canon de 77.
Puis la bataille s'éteint à l'est comme au nord. L'offensive sur Compiègne est définitivement enrayée.
Les pertes françaises et américaines s'élèvent à 35 000 hommes. On estime que les pertes allemandes sont beaucoup plus élevées. Ludendorff, qui souhaite de plus en plus marquer une victoire décisive, prévoit une cinquième offensive ailleurs sur le front occidental.

## 15-17 juillet
Les forces allemandes commencent leur cinquième offensive. Le chef d'état major général adjoint, le général Erich Ludendorff, prévoit une nouvelle attaque de diversion, cette fois en Champagne, le long de la Marne, afin que les réserves ennemies quittent le nord de la France où il espère toujours percer la ligne britannique et s'emparer des ports de la Manche. Trois armées allemandes sont engagées dans l'attaque, la VIIe armée du général Max von Boehn, qui doit avancer sur la Marne puis virer à l'est sur Épernay, où il doit rejoindre la Ire armée du général Bruno von Mudra avançant des deux côtés de Reims. À l'est de Reims, la IIIe armée du général Karl von Einem a pour ordre de prendre Châlons-sur-Marne.
Les Français, grâce à la reconnaissance aérienne, au coup de main du mont-sans-nom, et aux informations données par les déserteurs allemands, sont informés de l'offensive, qu'ils anticipent par un bombardement. La IIIe armée allemande, qui gagne peu de terrain face à la 4e Armée du général Henri Gouraud, est arrêtée avant midi le 15. Les troupes allemandes portent alors leurs efforts sur l'ouest de Reims.
La VIIe armée allemande, avec le soutien de la IXe armée du général Eben, attaque sur un front de 30 km et perce la 6e armée française du général Jean-Marie Degoutte, pour atteindre la Marne entre Château-Thierry et Épernay. Cependant les attaques de la 9e armée française sous les ordres du général Antoine de Mitry, soutenue par les forces britanniques et américaines, empêchent les Allemands d'exploiter leurs têtes de pont sur la Marne. Le 17, le chef d'état major général adjoint Ludendorff doit admettre que son offensive a été arrêtée dans sa lancée.
Depuis l'ouverture de sa première offensive, connue sous le nom d'opération Michael, les forces de Ludendorff ont perdu quelque 500 000 hommes pratiquement irremplaçables ; alors que les Américains débarquent au rythme de 100 000 hommes par mois. À court d'effectifs, Ludendorff prévoit un repli mesuré depuis le saillant courant dans le sud, de Soissons à Reims, afin de réduire sa ligne de front. Cependant, ses adversaires prévoient de lancer une contre-offensive avant que son repli soit achevé.
Le 18 juillet, plusieurs forces françaises, britanniques et américaines lancent une contre-attaque contre le saillant que les troupes allemandes tiennent entre Soissons et Reims, en Champagne. Les combats prendront le nom de deuxième bataille de la Marne.

## Décoration
- L'AISNE 1918, CŒUVRES 1918, L'OURCQ 1918 sont inscrits sur le drapeau des régiments cités lors de cette bataille.